# 林肯鎮區 (印地安納州牛頓縣)
林肯鎮區是美國印地安納州牛頓縣的10個鎮區之一。截至2010年美國人口普查，其人口為4480，共1734住房。

## 歷史
林肯鎮區於1872年成立。

## 地理
根據2010年美國人口普查，該鎮的總面積為42.56平方英里（110.2平方），其中土地面積42.39平方英里（109.8平方），水域面積為0.16平方英里（0.41平方）。

## 外部連結
- Indiana Township Association （页面存档备份，存于）
- United Township Association of Indiana （页面存档备份，存于）